# 杨英杰
杨英杰（1912年—1978年），男，奉天新民人，中华人民共和国政治人物，曾任黑龙江省人民政府副主席，中共黑龙江省委副书记，湖南省人民委员会副省长。